# Shindō Yōshin-ryū
Shindō Yōshin-ryū (新道楊心流?), significa "New Willow School", è una tradizionale scuola (koryū) di arti marziali giapponesi, che insegna principalmente l'arte del jūjutsu. Il primo kanji del nome originariamente tradotto in "新=Nuovo", ma nel ramo mainline del kanji per "nuovo" fu finalmente cambiato nell'omofonico "神=sacro". 

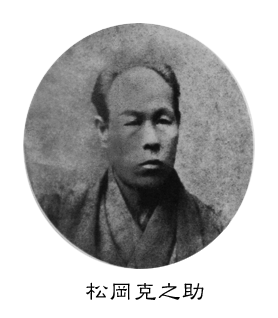
Katsunosuke Matsuoka, fondatore della scuola

Il nome della scuola può essere traslitterato come: Shintō Yōshin-ryū, ma la tradizione koryu non deve essere confusa con la scuola moderna di Shintōyōshin-ryū che è estranea.

## Storia / Branca Mainline
La tradizione dello Shindō Yōshin-ryū fu fondata alla fine del periodo Edo da un fermo clan Kuroda di nome: Katsunosuke Matsuoka (1836–1898) Katsunosuke nacque nell'Edo-Hantei, il quartier generale Edo del clan Kuroda nel 1836. Katsunosuke aprì il suo primo Dojo nel 1858 nel distretto Asakusa di Edo, dove insegnò Tenjin Shinyō-ryū jūjutsu. Nel corso degli anni Katsunosuke si convinse che il sistema contemporaneo jūjutsu del tardo periodo Edo, aveva perso molta della sua utilità militare evolvendo di più in sistemi per la sfida individuale che in efficace impegno militare.

## Influenza sul karate
Lo Shindō Yōshin-ryū fu fondamentale nella fondazione di uno degli stili più importanti giapponesi di karate: il Wadō-ryū. Il fondatore del Wadō-ryū, Hironori Ohtsuka, studiò lo Shindō Yōshin-ryū con un istruttore autorizzato chiamato Tatsusaburo Nakayama. Nakayama fu il capo istruttore del dojo Genbukan a Shimotsuma city è insegnante di educazione fisica presso la scuola media di Shimotsuma.